# کانادا د گومز
کانادا د گومز (به اسپانیایی: Cañada de Gómez) یک منطقهٔ مسکونی در آرژانتین است که در بخش ایریندو واقع شده‌است. کانادا د گومز ۵۲۹ کیلومتر مربع مساحت و ۲۹٬۲۰۵ نفر جمعیت دارد.